# Webmin
A Webmin egy webalapú rendszerfigyelő- és beállító alkalmazás, szabad szoftver segédeszköz, amivel távolról, böngészőből végezhetünk el rendszer-adminisztrációs feladatokat. Elsősorban a Unix jellegű operációs rendszerek (Solaris, Linux, Redhat, FreeBSD stb) menedzselését teszi lehetővé kezdők számára is azáltal, hogy kiváltja a parancssorral és a konfigurációs fájlokkal való manipulálást. Telepítése egyszerű, letöltése ingyenes. A Perl szkriptnyelven íródott.
Használatához a menedzselni kívánt szerver ip címével a https://szervercím:10000/ címet kell megnyitni. A root felhasználónévvel és jelszóval bejelentkezve használható. A bejelentkezés után információ látható a lemez állapotáról, a memória használatról, csomagfrissítésekről stb.